# Pygeum polystachyum
Pygeum polystachyum är en rosväxtart som beskrevs av Joseph Dalton Hooker. Pygeum polystachyum ingår i släktet Pygeum och familjen rosväxter. Inga underarter finns listade i Catalogue of Life.